# Canthium kuntzeanum
Canthium kuntzeanum är en måreväxtart som beskrevs av Diane Mary Bridson. Canthium kuntzeanum ingår i släktet Canthium och familjen måreväxter. Inga underarter finns listade i Catalogue of Life.